# Naufrage aux Seychelles
Naufrage aux Seychelles est le 49e roman de la série SAS, écrit par Gérard de Villiers et publié en février 1978 aux éditions Plon / Presses de la Cité. Comme tous les SAS parus au cours des années 1970, le roman a été édité lors de sa publication en France à 100 000 exemplaires.
L'action du roman se déroule fin 1977/début 1978, dans l'archipel des Seychelles.

## Contexte historique
L'action prend place à un moment charnière dans l'histoire des Seychelles. L'archipel a obtenu son indépendance de l'empire britannique en juin 1976, et un coup d'État a eu lieu en juin 1977, mettant en place une dictature avec parti unique.

## Personnages principaux
- Malko Linge
- Willard Troy (chef de l'antenne de la CIA aux Seychelles)
- le « Derviche » (agent israélien)
- Zamir (agent israélienne)
- le « Taciturne » (agent israélien)
- Brownie Cassan
- Rhonda
- Rachid Mounir (agent irakien)

## Résumé
Le roman commence par la découverte par des touristes dans l'archipel des Seychelles, en pleine mer, d'un corps d'homme qui a séjourné un certain temps dans l'eau. L'homme, qui a été torturé et dont on ignorera l'identité durant tout le roman, avait des informations sur le navire Laconia B, qui s'est échoué sur un récif coralien et qui a coulé immédiatement. Il était chargé de 200 tonnes d'oxyde d'uranium et devait se rendre depuis l'Afrique du Sud jusqu'à Eilat, en Israël, où le matériau devait être utilisé pour la construction d'armes nucléaires israéliennes.
Dans l'optique d'éviter la prolifération nucléaire, la CIA veut empêcher la récupération de l'uranium par le Mossad, qui a dépêché sur place deux agents expérimentés, le « Derviche » et Zamir. De même, l'Etat irakien a envoyé sur place un agent sans scrupules, Rachid Mounir, afin de tenter de détourner les matériaux engloutis. Malko est envoyé par la CIA aux Seychelles pour des raisons politiques, car les États-Unis ne peuvent pas intervenir en raison de leur double amitié avec Israël et l'Irak. 
Arrivé dans l'archipel sous couverture d'un agent d'assurance missionné pour retrouver l'épave du navire, Malko fait connaissance avec Willard Troy, le chef de l'antenne de la CIA aux Seychelles. En réalité, Troy est le seul membre de la CIA présent sur l'archipel. Durant tout le roman, il sera alité, devenu provisoirement impotent en raison d'une sévère amibiase. 
Malko va aussi faire connaissance avec Rachid Mounir, qui à deux reprises va tenter de le faire assassiner, puis avec le Derviche et Zamir. Il va faire équipe avec les deux agents israéliens. Il affrète une goélette, Le Koala, dirigée par Brownie Cassan. Malko va s'apercevoir que l'homme a été grassement payé par Rachid Mounir pour qu'il travaille pour l'Irakien et non pour lui. Echappant de peu à un attentat, Malko s'empare de la goélette avec la précieuse aide de l'australienne Rhonda, la compagne de Brownie Cassan. La jeune femme connaît l'endroit où le Laconia B a coulé. Grâce à son aide et après quatre jours à sillonner la zone indiquée par la jeune femme, Malko parvient à retrouver l'épave et rentre au port. 
Mais peu après, Rhonda et Zamir sont enlevées par les hommes de Rachid Mounir, qui propose un marché à Malko : la libération des deux femmes en échange de la localisation de l'épave. Malko fait mine d'accepter et indique (réellement) l'endroit du naufrage, tandis que les deux femmes sont effectivement libérées. Zamir ayant été grièvement blessée durant l'enlèvement (tortures, perte d'un  œil), le Derviche se venge en faisant assassiner Rachid Mounir par son homme de main, le « Taciturne », pendant qu'il fait du Parachute ascensionnel : l'Irakien est tué par un tir au fusil alors qu'il est à vingt mètres de hauteur. 
Malko, le Derviche et Rhonda retournent sur les lieux du naufrage. Grâce à un subterfuge, Malko fausse compagnie au Derviche et, habillé en homme-grenouille, va poser des explosifs en haut de cuves vides du navire. L'explosion des cuves a pour effet de libérer une très grande quantité d'air qui, par contrecoup, projette le navire posé en équilibre instable sur le plateau continental dans une fosse marine. Ainsi, ni les Israéliens ni les Irakiens ne pourront le récupérer. Remonté à la surface, Malko est pris à partie par le Derviche. L'agent du Mossad s'apprête à l'exécuter d'une balle dans la tête lorsque Malko est sauvé in extremis par l'intervention de Rhonda, qui projette un harpon de marin dans le corps de l'Israélien, lequel est tué sur le coup.

## Autour du roman
- Le surnom de « SAS » n'est pas employé dans le roman.
- La compagne de Malko, Alexandra Vogel, n'est pas mentionnée dans le roman.
- La jeune femme qui aide Malko (Rhonda) ne meurt pas dans le roman, comme c'est le cas dans nombre d'autres romans de la série, et lui sauve même la vie dans les dernières pages.